# Horst Ludwigsen
Horst Ludwigsen (* 12. Mai 1932 in Lüdenscheid; † 8. Juli 2015) war ein deutscher Autor, der vornehmlich in Plattdeutsch schrieb.

## Leben
Nach einem Studium der Wirtschaftswissenschaft in Köln war Ludwigsen als Handelsvertreter selbständig, bevor er 1964 als Handelsstudienrat in den Schuldienst ging. Er konzentrierte sich auf das Fach Deutsch war unter anderem am Lehrerseminar in Hagen tätig und an den Kaufmännischen Schulen Halver-Ostendorf. 1981 wurde er an der Ruhr-Universität Bochum nach vier Jahren Zusatzstudium in deutscher Philologie promoviert. Ab 1990 veröffentlichte er Bücher in Sauerländer Platt und übersetzte vom Hochdeutschen ins Niederdeutsche. Im Jahr 2000 erhielt er den Rottendorf-Preis zur Förderung der Niederdeutschen Sprache, 2004 sollte er die Verdienstmedaille der Bundesrepublik Deutschland erhalten, deren Annahme er jedoch ablehnte. Horst Ludwigsen lebte in Schalksmühle und betätigte sich unter anderem auch als Maler.

## Veröffentlichungen (Auswahl)
- Dat Olle Testament. Dei Geschichtsbäuker in westfäölisch-märkisch Plattdüütsch. Verlag Heimatbund Märkischer Kreis, Altena 2001
  - Dat Olle Testament. Dei Geschichtsbäuker in westfäölisch-miärkisch Plattdüütsch. 2. Auflage, Altena 2003, ISBN 3-926890-24-X.
- zusammen mit Walter Höher: Wörterbuch südwestfälischer Mundarten. In den früheren Landkreisen Altena und Iserlohn, in der alten Grafschaft Limburg, in den Städten Altena, Iserlohn, Lüdenscheid und Menden, im Raum Hagen und in der kurkölnischen Region Balve. Wörter – Wortfelder – Redewendungen; Hochdeutsch – Plattdeutsch. Altena 1997, ISBN 3-926890-13-4.
- Plattdüütsch Riägelbauk. Eine nicht nur trockene, sondern manchmal sogar vergnügliche Sprachlehre und Stilkunde zur westfälisch-märkischen Mundart. Altena 1990, ISBN 3-925211-04-7.
- Texte verstehen – Texte gestalten. Ein Lehr- und Arbeitsbuch für berufliche Schulen. Bad Homburg 1982.
- Unter dem Wort. 100 Jahre evangelische Kirchengemeinde Schalksmühle im Spannungsfeld von Wirtschaft und Politik (1893-1993). Schalksmühle 1993.
- Zur Geschichte des Deutschunterrichts im beruflichen Schulwesen. Die Krise eines Faches zwischen beruflicher und allgemeiner Bildung. Königstein 1991 (= Dissertation Bochum 1981), ISBN 3-589-20783-3.